# Remember I Told You
«Remember I Told You» es una canción del cantante estadounidense Nick Jonas con la cantante y compositora británica Anne-Marie y el cantante Mike Posner. Fue lanzada el 26 de mayo de 2017, a través de Island Records y Safehouse Records. como el primer sencillo del próximo álbum del cantante Nick Jonas.

## Antecedentes
Durante una entrevista con la revista Hero, Jonas habló de la canción diciendo: "La nueva canción fue escrita el año pasado mientras yo estaba de gira, que es uno de mis momentos favoritos de escribir, cuando estoy constantemente frente a nuevas audiencias e inspirado en un día de lluvia en Maine, así que fui al estudio de autobús y empecé esta pista y me gustó mucho la forma en que sonaba. Yo le mande un mensaje a Mike Posner que fue el invitado especial en la gira, yo estaba como, hey hombre, ¿por qué no vienes al autobús, tengo esta canción en la que podrías estar. Él salió, escuchó dos veces, y fue como, "me encanta, tengo unas letras de idea". Así que saltó en la cabina, y dentro de cinco horas desde el momento en que comencé el ritmo hasta el momento en que eventualmente me puse la voz en las letras que habíamos escrito, estaba casi hecho". El 25 de mayo, se reveló la carátula de la pista en la página de Instagram de Jonas.

## Recepción de la crítica
Hugh McIntyre de la revista Forbes ha aclamado la canción por su "mezcla saludable de sensibilidad pop, R&B y un electro beat", diciendo que tiene "todos los ingredientes de un sueño de verano fresco, si no un gran éxito. En su último lanzamiento, Jonas parece imitar el estilo vocal de Drake, cuando disminuye las cosas y canta en una pista de R&B/pop, que suele ser la más exitosa para el chart-topper". Erica Russell de Popcrush llamó a la canción "un pedazo maravilloso y atractivo de house-pop suavemente tropical. Las voces suaves del trío se entrelazan a la perfección mientras intercambian versos y se funden en el coro. No es lo suficientemente brillante como para ser un contendiente del himno de verano, pero definitivamente quedará atrapado entre tus oídos, y es una indicación prometedora de las cosas que vendrán del próximo álbum de Jonas".

## Vídeo musical
El 27 de junio de 2017, el vídeo musical de la canción fue lanzado en las plataformas digitales dirigido por Isaac Rentz. El clip comienza en blanco y negro con Jonas y modelos desfilando a través de una habitación blanca. Escenas de Jonas en solitario y rodeado por el grupo junto a las modelos bailando, posando y dibujando en las paredes. A medida en que avanza la canción, Anne-Marie y Posner también participan, además de la participación especial del hermano menor de Nick, Frankie Jonas.

## Posicionamiento en listas

### Semanales
| Australia      | ARIA Top 100 Singles       | 89 |
| Bélgica (Val)  | Ultratip                   | 40 |
| Canadá         | Canadian Hot 100           | 96 |
| Escocia        | Scottish Singles Chart     | 68 |
| Estados Unidos | Dance Club Songs           | 10 |
| Nueva Zelanda  | NZ Top Heatseekers Singles | 4  |
| Reino Unido    | UK Singles Chart           | 97 |
| Suecia         | Sverigetopplistan          | 92 |